# 泊头经济开发区
泊头经济开发区，原名泊头市工业区，是位于中华人民共和国河北省沧州市泊头市的一个开发区。设立于1992年。2003年，进行二期开发。2008年12月，批准为河北省级产业聚集区。2011年5月，批准为河北省级工业聚集区。2012年，为河北省级循环经济示范园区。2014年由泊头市工业区，更为现名。2015年，在河北省213家省级以上开发区中排名第29位。
开发区规划面积20.63平方公里，批准面积16.1平方公里，建成面积9平方公里。辖区是泊头市下辖的一个类似乡级单位。

## 行政区划
下辖以下地区：
双狮赵村、董庄村、钓鱼台村、齐庄村、大魏庄村、孙庄村、周庄村和张三家村。